# João Couceiro da Costa
João Couceiro da Costa (n. Campo Maior, 9 de Março de 1807 - ) foi um nobre português. Foi 1.º Barão do Paço de Couceiro (1870), General de Brigada, comandante do Regimento de Cavalaria n.º 3 (1867 - 1871), Comendador da Ordem de Avis, Cavaleiro da Nossa Senhora da Conceição (4 de Março de 1843) e da Torre e Espada, Condecorado com a Medalha n.° 4 da Campanha da Liberdade, com a de ouro de serviços militares, com a de prata de bons serviços e exemplar comportamento.
Em 22 de Janeiro de 1875 requere às cortes melhoria de reforma.

## Dados Genealógicos
Filho de:
- João Couceiro da Costa (4 de Setembro de 1773 - Campo Maior), Tenente Coronel de infantaria, comandante da Companhia de Veteranos da Província do Alentejo, Condecorado com o Habito de Avis em 5 de Fevereiro de 1802, filho de António Lançarote Couceiro da Costa (Cacia, 28 de Juho de 1746 – Vilarinho, Vera Cruz (Aveiro)), capitão de cavalos na praça de Campo Maior, de sua mulher Dona Mariana Antónia Narcisa de Andrade e Castelo.
- D. Joana Rosa de Mendonça Arrais e Almada (n. Viana do Castelo, 1785).[4]

Casou a primeira vez, em 1829, com
- D. Maria de Menezes de Melo e Castro, filha de José de Sousa de Menezes, do lugar de Fataunços no concelho de Vouzela, e de sua mulher D. Maria Rita de Melo e Castro e Figueiredo, do lugar das Donas do mesmo concelho.

Teve:
- José Maria Couceiro da Costa Coelho de Melo (Fataúnços, 6 de Setembro de 1830 - Lisboa, 26 de Junho de 1911), Capitão de Engenheiros, sócio da Academia das Ciências,[5] Lente de Matemática no Real Colégio Militar, comendador da Ordem de Cristo e cavaleiro da Ordem de Aviz, agraciado como cavaleiro da Ordem Militar da Torre e Espada. Sem geração.[4]

Casou a segunda vez com:
- D. Helena Emília Baima, filha de Francisco Anselmo Martins Baima, natural de Tomar, e de sua mulher D. Josefa Delfina Barroso Durão, da freguesia de Santo Eustáquio de Alpiarça.